# Попов Євген Олександрович
Євге́н Олекса́ндрович Попо́в (28 травня, м. Одеса, Україна) — український політолог, соціальний інноватор, дослідник та громадській діяч. Керівник Південного представництва Міжнародного Фонду «Відродження», консультант European Endowment for Democracy.  Також, керує проєктами ivote.com.uaта Politscanner.app. Є експертом в Українському Культурному Фонді. Був аналітиком у таких організаціях як Центр східноєвропейських та міжнародних досліджень «ZOiS» (м. Берлін, Німеччина), Фонд «Альянс демократій» (Копенгаген, Данія), Democracy Study Centre (Київ, Україна) та інші. З 2010 по 2014 очолював «Інститут Політичної Інформації».
Є дослідником в таких сферах як, імпакт-інвестування, аналітичні центри, протидія дезінформації, технологічні інновації у політичних та суспільних проектах.

## Освіта
Є кандидатом політичних наук. Захистив дисертацію, присвячену аналізу розвитку недержавних аналітичних центрів в Україні. 
Освіту отримав в Одеському Національному університеті ім. І. І. Мечникова, за спеціальністю «політологія». Проходив професійні стажування в Польщі, Німеччині, Вірменії, Грузії, Румунії, та Нідерландах.

## Професійна діяльність
- З 2014 року по теперішній час Євген Попов очолює Південне представництво Міжнародного Фонду «Відродження», яке є одним з найбільших фінансових донорів розвитку громадянського суспільства в Україні.  Південне представництво фонду працює у Одеський, Миколаївській та Херсонській областях[16].
- З 2018 року консультує European Endowment for Democracy[2]
- У 2020 році Євген Попов став експертом Українського Культурного Фонду і увійшов до експертної ради за напрямом «Аналітика Культури»
- У 2018 році, разом з однодумцями започаткував проект iVote.com.ua[2][17], який допомагає виборцям швидко і зручно ознайомитись з офіційними програмами політиків та політичних партій[18]. Платформа iVote.com.ua[19] є «додатком для порад щодо голосування»(англ. Voting advice application[20]), яка у простому тесті співвідносить преференції виборця з офіційною позицією партій. Під час виборчих кампаніях 2018—2019 років, на сайті проекту iVote було відкрито більше 1 мільйона офіційних програм політиків і партії
- У 2019 році став лідером проекту Politscanner.app[5]– мобільного додатку, який по зображенню політика надає детальні інформацію[21][22] про його біографію, політичну кар'єру, податки та офіційну програму[23].[24] Подібна технологія є унікальною і вперше була застосована в Україні. Багато експертів назвали додаток одним із найкорисніших під час виборчій кампаній[25]
- В 2019 році Євген Попов, разом із Фондом «Альянс демократій» досліджував іноземне  втручання у вибори в України. Результати дослідження були опубліковані на порталі New Eastern Europe[8]
- У 2016 році Євген Попов був дослідником в Центр східноєвропейських та міжнародних досліджень «ZOiS»(м. Берлін, Німеччина). Дослідження було презентовано під час офіційного відриття Центру у 2017 році[26].